# Roy Cooper

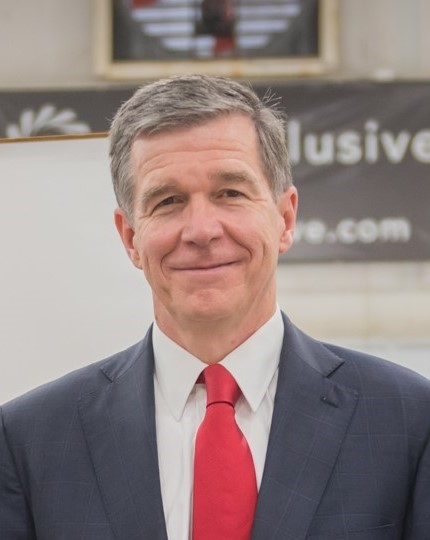
Roy Cooper (2018)

Roy Asberry Cooper III (* 13. Juni 1957 in Nashville, Nash County, North Carolina) ist ein US-amerikanischer Politiker. Cooper amtierte von 2017 bis 2025 als Gouverneur des Bundesstaates North Carolina.

## Leben
Roy Cooper studierte im Undergraduate Programm an der University of North Carolina in Chapel Hill. Nach einem anschließenden Jurastudium an derselben Universität und seiner 1982 erfolgten Zulassung als Rechtsanwalt begann er in diesem Beruf zu arbeiten.
Roy Cooper ist mit Kristin Cooper (geborene Bernhardt) verheiratet, die als gerichtlich bestellter Vormund für Pflegekinder in Wake County gearbeitet hat. Die beiden haben zusammen drei Töchter, die jeweils ein Studium an der University of North Carolina in Chapel Hill abgeschlossen haben. Roy Cooper war u. a. als Sonntagsschullehrer und Diakon an der White Memorial Presbyterian Church aktiv und ist ein großer Fan des NHL-Eishockey-Teams Carolina Hurricanes.

## Politik
Politisch schloss er sich der Demokratischen Partei an. Von 1987 bis 1991 war er Abgeordneter im Repräsentantenhaus von North Carolina, zwischen 1991 und 2000 gehörte er dem Staatssenat an. Ab dem Jahr 2000 bekleidete er das Amt des Attorney General von North Carolina. In seiner Heimat ist er zudem Mitglied zahlreicher Organisationen und Vereinigungen. Im Jahr 2016 kandidierte Roy Cooper gegen den republikanischen Amtsinhaber Pat McCrory für das Amt des Gouverneurs von North Carolina. Das Wahlergebnis war denkbar knapp. Cooper erreichte 49,02 Prozent der Wählerstimmen, während McCrory auf 48,80 Prozent kam. Der Unterschied lag bei 10.263 Wählerstimmen; das Ergebnis stand erst am 5. Dezember 2016 fest. Damit konnte Roy Cooper am 1. Januar 2017 sein neues Amt antreten. Im November 2020 wurde er im Amt bestätigt. Dabei setzte er sich mit 51 % zu 47 % gegen den republikanischen Vizegouverneur Dan Forest durch. Zum Jahresbeginn 2021 trat er seine zweite Amtszeit an.
Nachdem Präsident Joe Biden seine Kandidatur zur Wiederwahl am 21. Juli 2024 zurückzog und seine Vizepräsidentin Kamala Harris als Nachfolgerin vorschlug, galt Cooper als aussichtsreicher Kandidat für die Vize-Präsidentschaft. Auch deshalb, weil er seit 2011 mit Harris befreundet ist und beide zur selben Zeit als Attorney Generals ihrer Bundesstaaten zusammengearbeitet haben.
Aufgrund einer Amtszeitenbegrenzung konnte Cooper 2024 nicht zur Wiederwahl antreten. Im Juli  2025 kündigte er an, als Kandidat für die Wahl zum US-Senat für North Carolina 2026 anzutreten. In den ersten vierundzwanzig Stunden nach der Bekanntgabe der Senatskandidatur erhielt er die Rekordsumme von 3,4 Millionen Dollar an Wahlkampfspenden. 2,6 Millionen Dollar gingen dabei direkt a Coopers Wahlkampfteam, 95 % davon in Einzelspenden von bis zu 100 Dollar. Weitere 900.000 Dollar gingen an ein gemeinsames Konto mit der Demokratischen Partei. 
Kurz darauf zog der Demokrat Wiley Nickel, der einzige innerparteilichen Rivale Coopers, seine Senatskandidatur zurück.